# Edward H. Plumb
Edward H. Plumb est un compositeur américain né en 1907 à Streator, Illinois (États-Unis), décédé le avril 1958.

## Biographie
En 1938, il rejoint les studios Disney comme chef d'orchestre et assura l'orchestration de plusieurs longs métrages.
Il aida Frank Churchill à composer les musiques du long métrage Disney "Bambi" sorti en 1942.

## Filmographie
- 1938 : Conte de ma mère l'Oye (Mother Goose Goes Hollywood)
- 1942 : Bambi (en collaboration avec Frank Churchill)
- 1942 : Saludos Amigos
- 1943 : Victoire dans les airs (Victory Through Air Power)
- 1944 : Ever Since Venus
- 1944 : Les Trois Caballeros (The Three Caballeros)
- 1945 : Le crime ne paie pas (Donald's Crime)
- 1945 : The Woman Who Came Back
- 1946 : The Phantom Rider (en)
- 1946 : Valley of the Zombies
- 1946 : Pierre et le Loup (Peter and the Wolf)
- 1946 : Le Joyeux Barbier (Monsieur Beaucaire)
- 1949 : Don Juan de l'Atlantique (The Great Lover)
- 1951 : Quebec
- 1953 : La Souris blanche (The Missing Mouse)
- 1953 : Le Nouveau Voisin
- 1953 : Football d'hier et d'aujourd'hui (Football Now and Then)
- 1953 : Comment dormir en paix (How to Sleep)
- 1954 : L'Agenda de Donald (Donald's Diary)